# Periphima
Periphima is een geslacht van wantsen uit de familie van de Scutelleridae (Pantserwantsen). Het geslacht werd voor het eerst wetenschappelijk beschreven door Jakovlev in 1889.

## Soorten
Het genus bevat de volgende soorten:

- Periphima batesoni Jakovlev, 1889
- Periphima crassa Kiritshenko, 1938